# Gouvernement Lipponen I
République de Finlande
Aho Lipponen II
Le gouvernement Lipponen I (en finnois : Lipposen I hallitus, en suédois : Regeringen Lipponen I) est le soixante-sixième gouvernement de la République de Finlande, entre le 13 avril 1995 et le 15 avril 1999, durant la trentième-deuxième législature de la Diète nationale.

## Coalition et historique
Il est dirigé par le Premier ministre social-démocrate Paavo Lipponen.

## Composition

### Initiale (13 avril 1995)
| Fonction                                                      | Titulaire | Titulaire             | Parti |
| ------------------------------------------------------------- | --------- | --------------------- | ----- |
| Premier ministre                                              |           | Paavo Lipponen        | SDP   |
| Vice-Premier ministre Ministre de la Justice                  |           | Sauli Niinistö        | Kok   |
| Ministre des Affaires étrangères                              |           | Tarja Halonen         | SDP   |
| Ministre du Commerce extérieur                                |           | Ole Norrback          | SFP   |
| Ministre de l'Intérieur                                       |           | Jan-Erik Enestam      | SFP   |
| Ministre des Affaires locales et de l'Administration publique |           | Jouni Backman         | SDP   |
| Ministre de la Défense                                        |           | Anneli Taina          | Kok   |
| Ministre des Finances                                         |           | Iiro Viinanen         | Kok   |
| vice-Ministre des Finances                                    |           | Arja Alho             | SDP   |
| Ministre de l'Éducation                                       |           | Olli-Pekka Heinonen   | Kok   |
| Ministre de la Culture                                        |           | Claes Andersson       | Vas   |
| Ministre de l'Agriculture et des Forêts                       |           | Kalevi Hemilä         | Sans  |
| Ministre des Transports                                       |           | Tuula Linnainmaa      | Kok   |
| Ministre du Commerce et de l'Industrie                        |           | Antti Kalliomäki      | SDP   |
| Ministre des Affaires sociales et de la Santé                 |           | Sinikka Mönkäre       | SDP   |
| Ministre des Services sanitaires et sociaux                   |           | Terttu Huttu-Juntunen | Vas   |
| Ministre du Travail                                           |           | Liisa Jaakonsaari     | SDP   |
| Ministre de l'Environnement                                   |           | Pekka Haavisto        | Vihr  |

### Remaniement du 2 février 1996
- Les nouveaux ministres sont indiqués en gras, ceux ayant changé d'attributions en italique.

| Fonction                                                      | Titulaire | Titulaire                                                                          | Parti |
| ------------------------------------------------------------- | --------- | ---------------------------------------------------------------------------------- | ----- |
| Premier ministre                                              |           | Paavo Lipponen                                                                     | SDP   |
| Vice-Premier ministre Ministre des Finances                   |           | Sauli Niinistö                                                                     | Kok   |
| Ministre des Affaires étrangères                              |           | Tarja Halonen                                                                      | SDP   |
| Ministre du Commerce extérieur                                |           | Ole Norrback                                                                       | SFP   |
| Ministre de la Justice                                        |           | Kari Häkämies (jusqu'au 13/03/1998) Jussi Järventaus                               | Kok   |
| Ministre de l'Intérieur                                       |           | Jan-Erik Enestam                                                                   | SFP   |
| Ministre des Affaires locales et de l'Administration publique |           | Jouni Backman                                                                      | SDP   |
| Ministre de la Défense                                        |           | Anneli Taina                                                                       | Kok   |
| Ministre délégué au ministère des Finances                    |           | Arja Alho (jusqu'au 09/10/1997) Jouko Skinnari                                     | SDP   |
| Ministre de l'Éducation                                       |           | Olli-Pekka Heinonen                                                                | Kok   |
| Ministre de la Culture                                        |           | Claes Andersson (jusqu'au 04/09/1998) Suvi-Anne Siimes                             | Vas   |
| Ministre de l'Agriculture et des Forêts                       |           | Kalevi Hemilä                                                                      | Sans  |
| Ministre des Transports                                       |           | Tuula Linnainmaa (jusqu'au 01/04/1997) Matti Aura (jusqu'au 15/01/1999) Kimmo Sasi | Kok   |
| Ministre du Commerce et de l'Industrie                        |           | Antti Kalliomäki                                                                   | SDP   |
| Ministre des Affaires sociales et de la Santé                 |           | Sinikka Mönkäre                                                                    | SDP   |
| Ministre des Services sanitaires et sociaux                   |           | Terttu Huttu-Juntunen                                                              | Vas   |
| Ministre du Travail                                           |           | Liisa Jaakonsaari                                                                  | SDP   |
| Ministre de l'Environnement                                   |           | Pekka Haavisto                                                                     | Vihr  |